# Microkayla adenopleura
Microkayla adenopleura é uma espécie de anfíbio  da família Strabomantidae e é endémica na Bolívia. Os seus habitats naturais são: matagal tropical ou subtropical de alta altitude e campos de altitude subtropicais ou tropicais. Está ameaçada por perda de habitat.